# 노라 치르너
노라 치르너(Nora Tschirner, 1981년 6월 12일 ~ )는 독일의 배우이다.

## 출연 작품
- 텍스트 포 유 (2016)
- 마초맨 (2015)
- 러브 이즈 에브리싱 (2014)
- 에브리원스 고잉 투 다이 (2013)
- 걸 온 어 바이시클 (2013)
- 얼라이브 앤 틱킹 (2011)
- 히어 컴즈 롤라 (2010)
- 크로커다일의 모험 2 (2010)
- 단지 키스, 맛있는 키스 (2010)
- 빅키 더 바이킹 (2009)
- 크로커다일의 모험 (2009)
- 귀 없는 토끼 2 (2009)
- 귀 없는 토끼 (2007)
- 더 콘클레이브 (2006)
- 내 남자 길들이기 (2006)
- 케밥 코넥션 (2005)